# Austrosynapha martinezi
Austrosynapha martinezi är en tvåvingeart som beskrevs av Duret 1973. Austrosynapha martinezi ingår i släktet Austrosynapha och familjen svampmyggor. Inga underarter finns listade i Catalogue of Life.